# Комонничок зігнутий
Комонничок зігнутий, малий комонник зігнутий (Succisella inflexa) — вид рослин з родини жимолостевих (Caprifoliaceae), поширений у середній і східній Європі та на узбережжі Грузії.

## Опис
Багаторічна рослина 40–60 см заввишки. Обгорточка кувшинкоподібна, з 8 глибокими борозенками, що чергуються з ребрами, вгорі коротко-4-лопатева. Внутрішня чашечка маленька, блюдцеподібна, позбавлена зубців — щетинок. Віночок 4-лопатевий, блідо-фіолетовий.

## Поширення
Поширений у середній і східній Європі та на узбережжі Грузії.
В Україні вид зростає на вологих і болотних луках, у лісах, чагарниках — у Закарпатті й на Правобережному Поліссі, рідко.

## Галерея

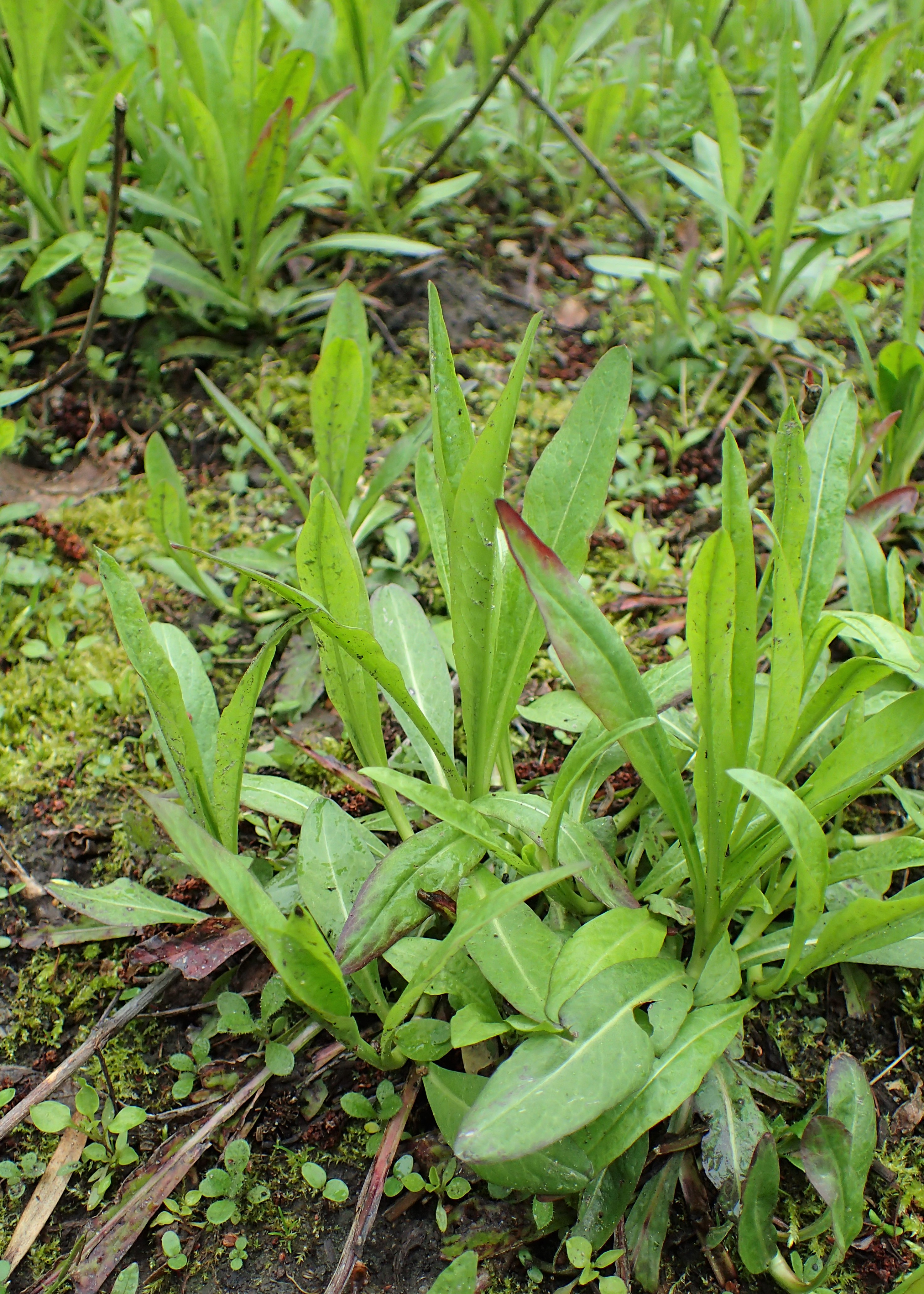
листя молодих рослин
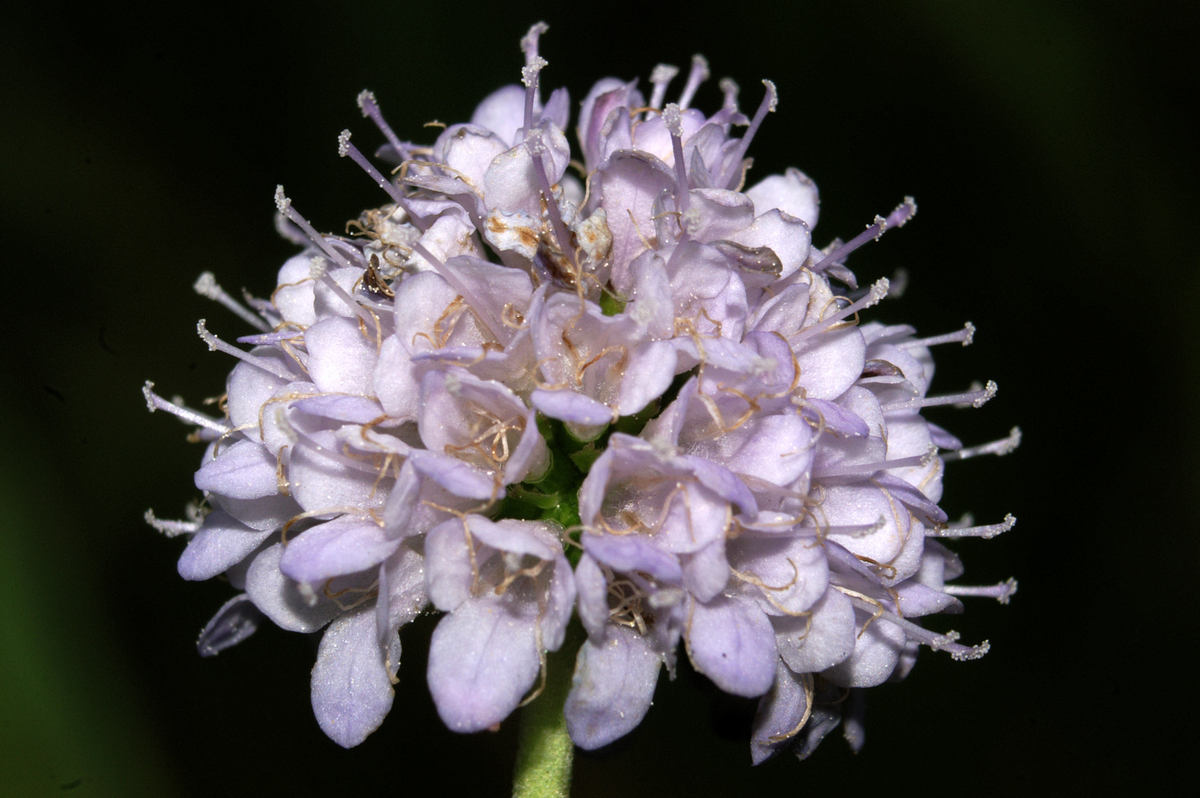
суцвіття
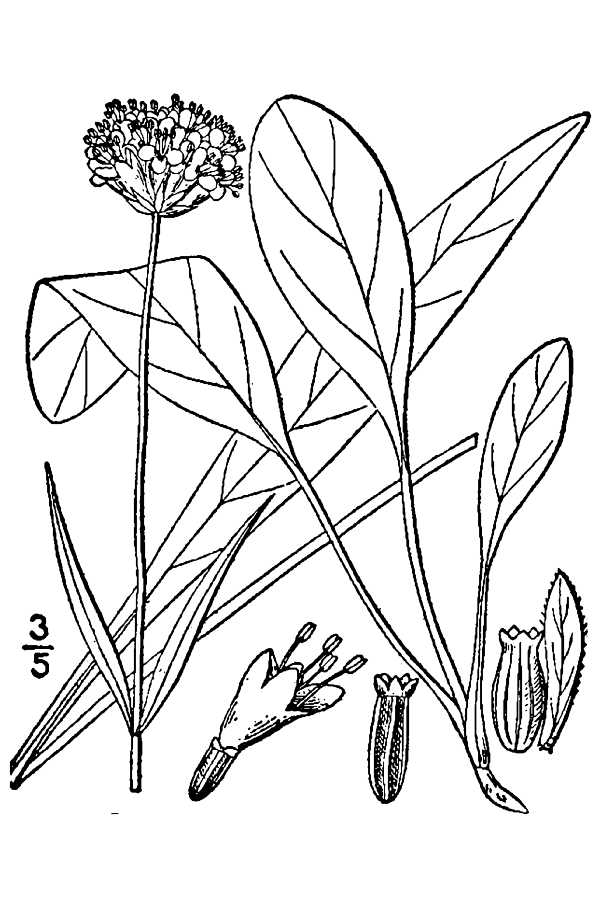
ілюстрація